# Tymonacyk
Tymonacyk, tioprolina (łac. timonacicum) – organiczny związek chemiczny z grupy aminokwasów niebiałowych, karboksylowa pochodna tiazolidyny. Stosowany jako lek o działaniu hepatoprotekcyjnym i detoksykacyjnym w ostrych i przewlekłych schorzeniach wątroby o różnej etiologii oraz w toksycznym
uszkodzeniu wątroby. Składnik kosmetyków do pielęgnacji i ochrony skóry.

## Synteza
Synteza kwasu 4-tiazolidynokarboksylowego została po raz pierwszy opisana przez Maxwella Schuberta w 1936 r. i niezależnie przez Hansa Thachera Clarke'a w 1937 r.
Związek powstaje w reakcji kondensacji formaldehydu z równomolową ilością cysteiny.

## Stereochemia
Kwas tiazolidynokarboksylowy jest związkiem chiralnym z dwoma enancjomerami.
| Izomery tymonacyku |                                    |                                    |
| Nazwa              | D-tymonacyk                        | L-tymonacyk                        |
| Inna nazwa         | kwas (S)-4-tiazolidynokarboksylowy | kwas (R)-4-tiazolidynokarboksylowy |
| Wzór strukturalny  | kwas (S)-4-tiazolidynokarboksylowy | kwas (R)-4-tiazolidynokarboksylowy |
| Numer CAS          | 45521-09-3                         | 34592-47-7                         |
| Numer CAS          | 444-27-9 (DL)                      |                                    |
| Numer WE           | 256-240-3                          | 252-106-3                          |
| Numer WE           | 207-146-6 (DL)                     |                                    |
| ECHA               | 100.051.111                        | 100.047.355                        |
| ECHA               | 100.006.498 (DL)                   |                                    |
| PubChem            | 198253                             | 93176                              |
| PubChem            | 9934 (DL)                          |                                    |
| DrugBank           | –                                  | DB02846                            |
| DrugBank           | DB12856 (DL)                       |                                    |
| Wikidata           | Q27133347                          | Q27093808                          |
| Wikidata           | Q23637400 (DL)                     |                                    |

## Występowanie
Obecność stwierdzono w twardniku japońskim oraz rzodkiewniku pospolitym.

## Preparaty handlowe
Preparaty tymonacyku dopuszczone do obrotu w Polsce: Heparegen, Timohep, Timohep Forte, Hepadetox Intense.